# Bel Ami - Storia di un seduttore
Bel Ami - Storia di un seduttore (Bel Ami), è un film del 2012 diretto da Declan Donnellan e Nick Ormerod.
L'anteprima mondiale (come film fuori concorso) si è svolta al 62º Festival di Berlino nel febbraio del 2012.
La pellicola è l'adattamento cinematografico dell'omonimo romanzo del 1885 dello scrittore francese Guy de Maupassant.

## Trama
Nella Parigi del XIX secolo la scalata al successo dell'intraprendente Georges Duroy. Il suo charme gli aprirà le porte della carriera giornalistica passando tra i tradimenti e l'amore di diverse donne di classi sociali agiate e potenti.

## Produzione

### Luoghi delle riprese
Le riprese si sono svolte a Budapest (Ungheria), Hertfordshire e Londra (Inghilterra).

## Distribuzione
Negli Stati Uniti d'America la pellicola è stata distribuita a partire dal 2 marzo 2012, nelle sale italiane dal 13 aprile 2012 distribuito da 01 Distribution

### Promozione
Dopo il primo trailer, diffuso nel web a luglio 2011, il primo poster del film è stato pubblicato il 1º febbraio 2012.